# J. Warren Cassidy
Joseph Warren Cassidy (28 de septiembre de 1930 – 12 de junio de 2024) fue un político y cabildero estadounidense que fue vicepresidente ejecutivo de la Asociación Nacional del Rifle de Estados Uniodos desde 1986 hasta 1991 y alcalde de Lynn, Massachusetts, desde 1970 hasta 1972.

## Primeros años
Nacido el 28 de septiembre de 1930 en Lynn, Cassidy asistió a la Academia Brewster y al Dartmouth College. Fue jardinero en el equipo de béisbol Dartmouth Big Green. Después de graduarse de Dartmouth en 1953, Cassidy asistió a la Escuela de Candidatos a Oficial en la Base del Cuerpo de Marines en Quantico. Sirvió en la Reserva del Cuerpo de Marines de los Estados Unidos y se retiró con el rango de teniente coronel.
De 1955 a 1956, Cassidy fue vendedor en la Scott Paper Company. Luego fue presidente del negocio de seguros de su familia.

## Alcaldía
En 1969, Cassidy fue uno de los seis candidatos que buscaron reemplazar al alcalde saliente de Lynn, Irving E. Kane. Él y Pasquale Caggiano recibieron la mayoría de los votos en las primarias no partidistas y avanzaron a las elecciones generales. Aunque Cassidy había quedado 2,600 votos detrás de Caggiano en las primarias, ganó las elecciones generales por 222 votos después de que el Servicio de Impuestos Internos alegara que Caggiano debía $6,660 en impuestos atrasados. Fue solo la tercera vez en 49 años que el líder en las elecciones primarias no fue elegido alcalde. En 1971, Cassidy perdió su intento de reelección contra Caggiano.

## Asociación Nacional del Rifle
En 1976, Cassidy fue presidente de la Gun Owners Action League, una alianza de clubes de cazadores que se oponía a un referéndum en Massachusetts que prohibiría la propiedad privada de pistolas. La pregunta en la boleta fue rechazada por un 79% frente a un 21%. En las elecciones para gobernador de Massachusetts en 1978, Cassidy, que había sido demócrata, apoyó al republicano pro-armas Edward F. King. Ese mismo año, Cassidy fue gerente de campaña del candidato republicano en el 6º distrito congresional de Massachusetts – William Bronson.
En 1978, Cassidy fue elegido miembro de la junta directiva de la Asociación Nacional del Rifle. En 1982, reemplazó a Neal Knox como el principal cabildero de la NRA. En 1986, Cassidy sucedió a G. Ray Arnett como vicepresidente ejecutivo y director de operaciones de la organización. Buscó cambiar la imagen de la NRA como una organización de cabildeo aumentando sus programas de seguridad, educación para cazadores y competencias de tiro, así como iniciando un programa de seguro de responsabilidad civil para clubes de caza. En 1987, miembros que creían que Cassidy estaba demasiado dispuesto a comprometerse durante las negociaciones sobre la Ley de Protección de Propietarios de Armas de Fuego, respaldaron a su retador, Neal Knox, quien no tuvo éxito. En 1991, Cassidy renunció bajo presión de la junta directiva de la NRA debido a quejas de mala gestión y conducta sexual inapropiada.

## Vida personal y muerte
Cassidy se casó con Joan Purtell en 1953; tuvieron cinco hijos. Cassidy murió en Mirror Lake, New Hampshire, a la edad de 93 años.